# بريتورن (سافليشتال)
بريتورن (بالإنجليزية: Breithorn (Saflischtal))‏ هو أحد جبال سلسلة جبال الألب ليبونتيني وجزء من القمة الأم مونت ليوني يقع في كانتون فاليز، سويسرا. يبلغ ارتفاع الجبل حوالي 2599 متر، بينما يبلغ ارتفاع نتوء الجبل 148 متر.